# グレートアバヴ
グレートアバヴ（Great Above、1972年1月19日 - 1998年9月26日）は、アメリカ合衆国の競走馬、種牡馬。主な勝ち鞍は1978年のポーモノクハンデキャップ（G3）。また種牡馬としてアメリカ殿堂馬ホーリーブルを出した。
フロリダ州のタータン牧場で生産されたサラブレッドの牡馬である。競走馬時代はおもに短距離戦で活躍し、1977年のトボガンハンデキャップ、1978年のポーモノクハンデキャップ（G3）などで13勝を挙げた。
種牡馬としては617頭の産駒を出し、うち439頭が勝ち上がり、39頭がステークス競走勝ちをしている。代表産駒は1991年生のホーリーブルで、同馬はフロリダダービー（G1）やトラヴァーズステークス（G1）などで優勝、のちにアメリカ競馬殿堂入りを果たした。また、母の父としての産駒にエクリプス賞最優秀スプリンターに選出されたハウスバスター、ドバイマジェスティなどがいる。
グレートアバヴは1998年に死亡、遺骸は繋養されていたフロリダ州のハイマーク牧場に埋葬された。

## 血統表
| グレートアバヴの血統                | グレートアバヴの血統                    | グレートアバヴの血統 | （血統表の出典） | （血統表の出典） |
| 父系                                | ヒムヤー系                              | ヒムヤー系           | ヒムヤー系       | [ § 2 ]          |
| 父 Minnesota Mac アメリカ 鹿毛 1964 | 父の父Rough'n Tumble アメリカ 鹿毛 1948 | Free for All         | Questionnaire    | Questionnaire    |
| 父 Minnesota Mac アメリカ 鹿毛 1964 | 父の父Rough'n Tumble アメリカ 鹿毛 1948 | Free for All         | Panay            |                  |
| 父 Minnesota Mac アメリカ 鹿毛 1964 | 父の父Rough'n Tumble アメリカ 鹿毛 1948 | Roused               | Bull Dog         | Bull Dog         |
| 父 Minnesota Mac アメリカ 鹿毛 1964 | 父の父Rough'n Tumble アメリカ 鹿毛 1948 | Roused               | Rude Awakening   |                  |
| 父 Minnesota Mac アメリカ 鹿毛 1964 | 父の母Cow Girl アイルランド 鹿毛 1949   | Mustang              | Mieuxce          | Mieuxce          |
| 父 Minnesota Mac アメリカ 鹿毛 1964 | 父の母Cow Girl アイルランド 鹿毛 1949   | Mustang              | Buzz Fuzz        |                  |
| 父 Minnesota Mac アメリカ 鹿毛 1964 | 父の母Cow Girl アイルランド 鹿毛 1949   | Ate                  | Phideas          | Phideas          |
| 父 Minnesota Mac アメリカ 鹿毛 1964 | 父の母Cow Girl アイルランド 鹿毛 1949   | Ate                  | Messe            |                  |
| 母 Ta Wee アメリカ 黒鹿毛 1966      | 母の父Intentionally アメリカ 青毛 1956  | Intent               | War Relic        | War Relic        |
| 母 Ta Wee アメリカ 黒鹿毛 1966      | 母の父Intentionally アメリカ 青毛 1956  | Intent               | Liz F.           |                  |
| 母 Ta Wee アメリカ 黒鹿毛 1966      | 母の父Intentionally アメリカ 青毛 1956  | My Recipe            | Discovery        | Discovery        |
| 母 Ta Wee アメリカ 黒鹿毛 1966      | 母の父Intentionally アメリカ 青毛 1956  | My Recipe            | Perlette         |                  |
| 母 Ta Wee アメリカ 黒鹿毛 1966      | 母の母Aspidistra アメリカ 鹿毛 1954     | Better Self          | Bimelech         | Bimelech         |
| 母 Ta Wee アメリカ 黒鹿毛 1966      | 母の母Aspidistra アメリカ 鹿毛 1954     | Better Self          | Bee Mac          |                  |
| 母 Ta Wee アメリカ 黒鹿毛 1966      | 母の母Aspidistra アメリカ 鹿毛 1954     | Tilly Rose           | Bull Brier       | Bull Brier       |
| 母 Ta Wee アメリカ 黒鹿毛 1966      | 母の母Aspidistra アメリカ 鹿毛 1954     | Tilly Rose           | Tilly Kate       |                  |
| 母系(F-No.)                         | (FN:1-r)                                | (FN:1-r)             | (FN:1-r)         | [ § 3 ]          |
| 5代内の近親交配                     | Bull Dog 4x5                            | Bull Dog 4x5         | Bull Dog 4x5     | [ § 4 ]          |
| 出典                                | 1. 2. 3. 4.                             | 1. 2. 3. 4.          | 1. 2. 3. 4.      | 1. 2. 3. 4.      |

- 母タウィーは1969年・70年のアメリカ最優秀短距離馬。その半兄にドクターフェイガーがいる。
- そのほかの近親にアンブライドルド、タヤスツヨシ、ロールオブザダイス。